# Muskarinový acetylcholinový receptor

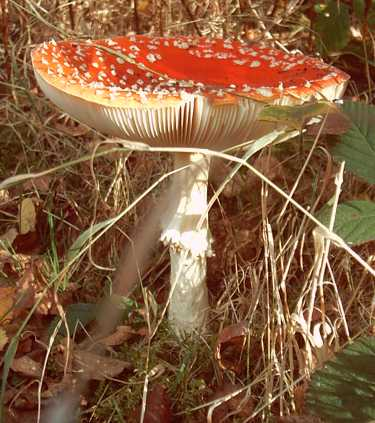
Amanita muscaria, houba, ze které byl muskarin izolován.

Acetylcholin - přirozený agonista muskarinových a nikotinových receptorů.

Muskarin - agonista užívaný k rozlišení mezi těmito dvěma druhy receptorů. Obvykle se nenachází v těle.

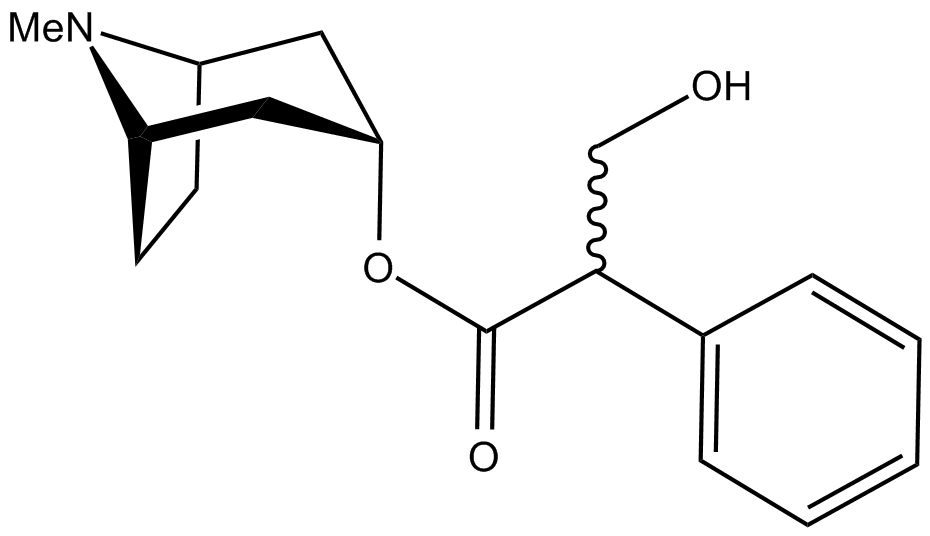
Atropin - antagonista.

Muskarinové acetylcholinové receptory (mAChRs) jsou acetylcholinové receptory, které vytvářejí komplexy receptorů spřažených s G proteinem v buněčných membránách některých neuronů a dalších buněk. Tyto receptory působí jako hlavní konečný receptor stimulovaný acetylcholinem uvolněným z postgangliových vláken v parasympatiku.
Muskarinové receptory jsou pojmenovány podle vyšší citlivosti na muskarin než na nikotin. Jejich opakem jsou nikotinové acetylcholinové receptory (nAChRs), receptorové iontové kanály v  autonomním nervovém systému. Mnoho léků a jiných látek (například pilokarpin a skopolamin) ovládají tyto dva odlišné receptory, tím že působí jako selektivní agonisté nebo antagonisté.

## Varianty receptoru
Je rozlišováno pět izoforem muskarinových receptorů – podtypy M1–M5. Varianty M1, M3 a M5 jsou spřažené s Gq proteinem, zatímco M2 a M4 s Gi/o proteinem.
Jejich odlišnost je znatelná především v citlivosti na specifické látky, například pirenzepin, lék používaný na léčbu peptického vředu, který působí jako antagonista muskarinových acetylcholinových receptorů, tedy snižuje efekt acetylcholinu na receptorech, je výrazně účinnější na M1 receptorech než na ostatních podtypech.

## Funkce
Acetylcholin plní roli neurotransmiteru v gangliích autonomní nervové soustavy. Zatímco nikotinové acetylcholinové receptory jsou ve zde nacházejících se neuronech zodpovědné za prudkou depolarizaci (EPSP), muskarinové acetylcholinové receptory jsou zprostředkovávají následující prudkou polarizaci (typ M2) a pomalou depolarizaci (typ M1).
Muskarinové acetylcholinové receptory je také možné také najít na styku postgangliových nervů s jimi inervovanou tkání.